# Windberg (Freital)
Der Windberg (353 m ü. NN) befindet sich im Stadtgebiet von Freital bei Dresden im Freistaat Sachsen und gilt als der Hausberg der Stadt. Der Berg ist Namensgeber der Windbergbahn, der ersten deutschen Gebirgsbahn.

## Name
Dazu gibt es derzeit nur verschiedene Hypothesen. Durch volksetymologische Herleitung und Veränderungen sind Weinberg oder Weide(n)berg denkbar, wahrscheinlicher scheint jedoch die Hypothese einer Ableitung von Windenberg oder Wendenberg. Den Wenden zuzurechnen sind die in diesem Gebiet siedelnden Sorben, auf die ein erheblicher Teil der Toponyme dieses Gebietes zurückzuführen sind.

## Geomorphologie und Naturausstattung
Der Windberg hat eine markante, weithin sichtbare Silhouette. An den schmalen nordwestlichen Anstieg schließt sich ein in die Länge gestrecktes breites und dicht bewaldetes Plateau an. Der Berg ist wegen seiner naturnahen Waldbestockung und der reichhaltigen Pflanzen- und Tierwelt seit 1967 als Natur- und Landschaftsschutzgebiet ausgewiesen. Die an der nördlichen Flanke des Berges gelegene, tektonische Klufthöhle Windbergspalte ist mit einer Tiefe von 44 Meter die tiefste Höhle Sachsens. Eine genetisch gleichartige Spaltenzone befindet sich an der Südflanke, diese ist aber für Menschen nicht befahrbar.

### Flora und Fauna
Die Hänge des Bergrückens am Nordwestrand der Osterzgebirgsflanke des Windberges sind mit einem großflächigen und überregional bedeutsamen Bestand von Traubeneichen-Buchenwäldern bestockt und bieten Lebensraum für eine Vielzahl an gefährdeten Tierarten. Fledermäuse und zahlreiche Vogelarten nutzen die ausgedehnten Waldbiotope. Das streng geschützte Große Mausohr (Myotis myotis), der stark gefährdete Hirschkäfer (Lucanus cervus) und die zu den prioritären Arten der FFH-Richtlinie zählende Spanische Flagge (Euplagia quadripunctaria) kommen in den naturnahen Lebensräumen des Windberges vor. Der Windberg ist auch avifaunistisch von besonderem Interesse. Neben Schwarzspecht (Dryocopus martius), Grauspecht (Picus canus), Zwergschnäpper (Ficedula parva) besiedeln Wespenbussard (Pernis apivorus) und Hohltaube (Columba oenas) den ökologisch hochwertigen Landschaftsraum. Die unscheinbare Schlingnatter (Coronella austriaca) und weit verbreitete Zauneidechse (Lacerta agilis) kommen in dem wärmebegünstigten Oberhang mit trockener Ausbildung des Hainsimsen-Traubeneichenwaldes vor.

## Bergbau

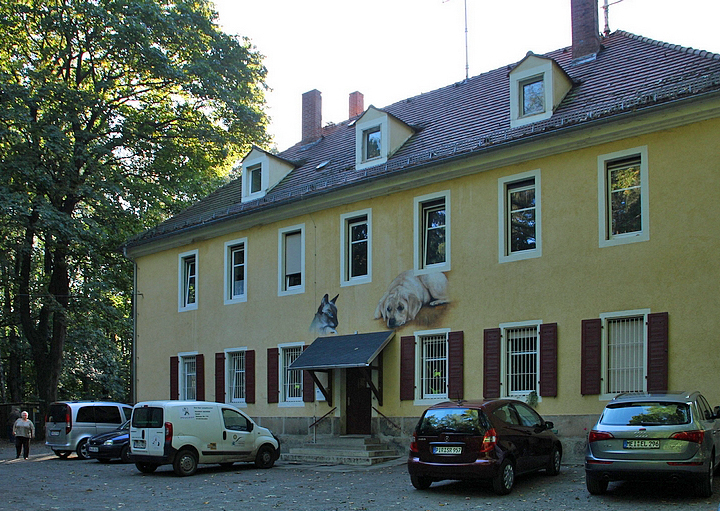
Blick auf das ehemalige Huthaus des Windbergschachtes

Der Berg selbst ist durch den Steinkohlebergbau des 19. Jahrhunderts geprägt worden. An den Längsflanken des Berges mit seiner plateauartigen Vollform sind zahlreiche Halden, aber auch natürlich entstandene Senkungen und Brüche. Im Umkreis des Berges befinden sich zahlreiche ehemalige Bergbaustollen, so zum Beispiel der Segen-Gottes-Schacht, der Neuhoffnungsschacht, der Glückauf-Schacht, der Marienschacht und der Augustusschacht.
Auf dem Gipfelplateau des Windberges selbst befand sich der Windbergschacht, der ab 1845 vom Potschappler Aktienverein betrieben wurde. Der Schacht wurde bis zu einer Teufe von 412 Metern niedergebracht. 1857 wurde er an die Windbergbahn angeschlossen, 1881 endete die Betriebszeit. Von der einst baulich umfangreichen Schachtanlage blieb das Huthaus erhalten, welches derzeit als Tierheim genutzt wird. Auf dem östlichen Windbergplateau (früher auch Kieferberg) befindet sich ein Denkmal zur Erinnerung an die Opfer der Schlagwetterexplosion im Segen-Gottes- und Neuhoffnungsschacht von 1869.

## Wege zum Gipfel
Der Aufstieg von Süden aus Richtung Niederhäslich und von Norden aus Richtung Burgk führt jeweils über steile Wanderwege durch Buchen-, dabei insbesondere Hainbuchen- und Eichenwald hinauf. Von Osten aus Richtung Bannewitz gelangt man ohne die Überwindung größerer Höhenunterschiede zum König-Albert-Denkmal, welches hoch über Freital liegt.

## Aussicht
Vom Windberg hat man eine Aussicht in südliche, westliche und nördliche Richtung. Über das dem Berg zu Füßen liegende Weißeritztal mit der 1921/24 aus sechs Gemeinden gebildeten Stadt Freital mit ihren zahlreichen Eisenbahn- und Industrieanlagen reicht der Blick zum Tharandter Wald, zum Osterzgebirge und in das Dresdner Elbtal.

## Sonstiges
- Auf zahlreichen Stadtansichten Dresdens ist die typische nördliche Silhouette des Windberges sichtbar. Ein neueres Beispiel ist das Stadtbild von 1756 im Panometer mit dem virtuellen Standort der Katholischen Hofkirche.
- Auf dem Windberg befindet sich das König-Albert-Denkmal.
- Am Windberg findet seit 1950 alljährlich der traditionell stark besetzte Crosslauf „Rund um den Windberg“ statt.

## Galerie

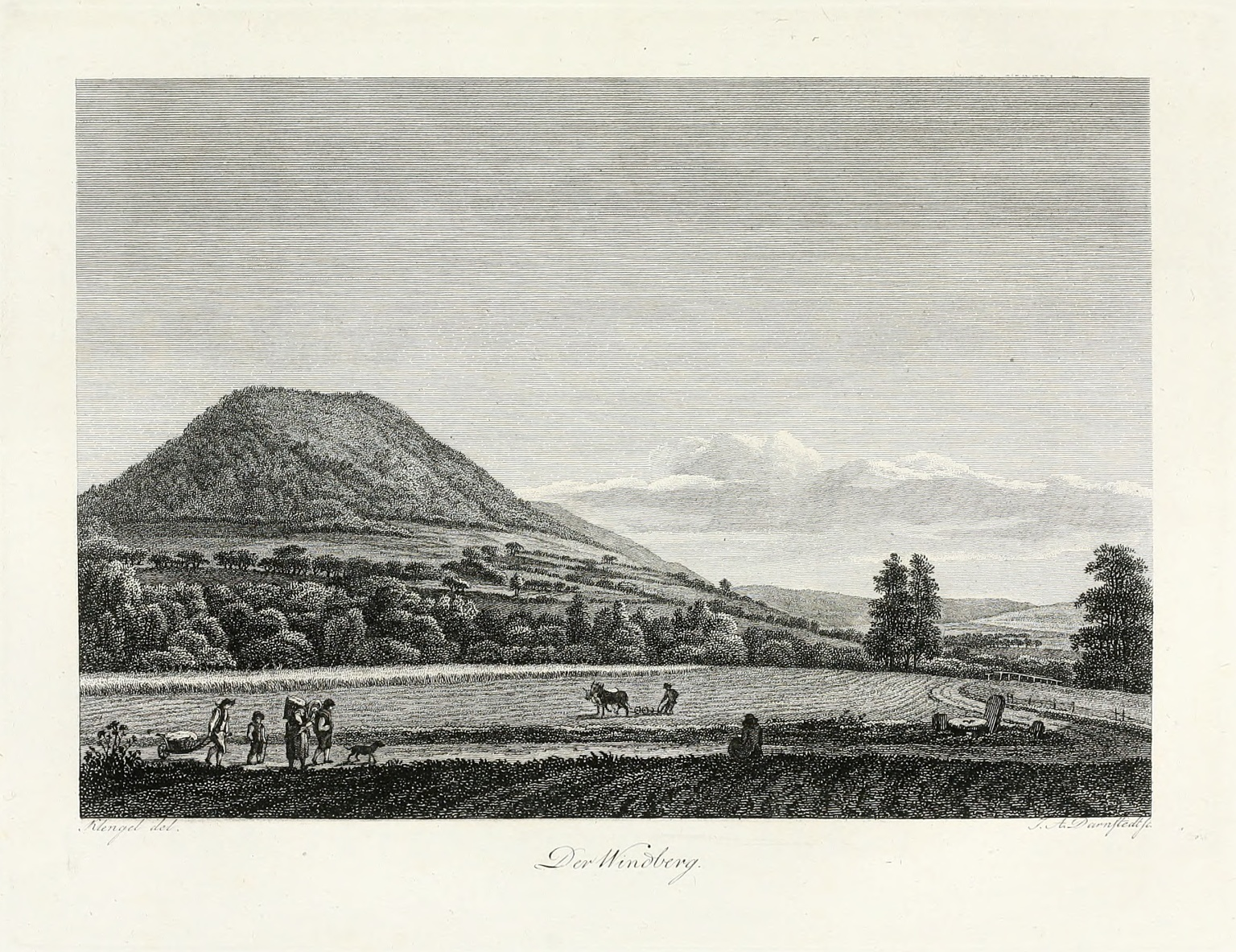
Der Windberg auf einer Zeichnung von 1799
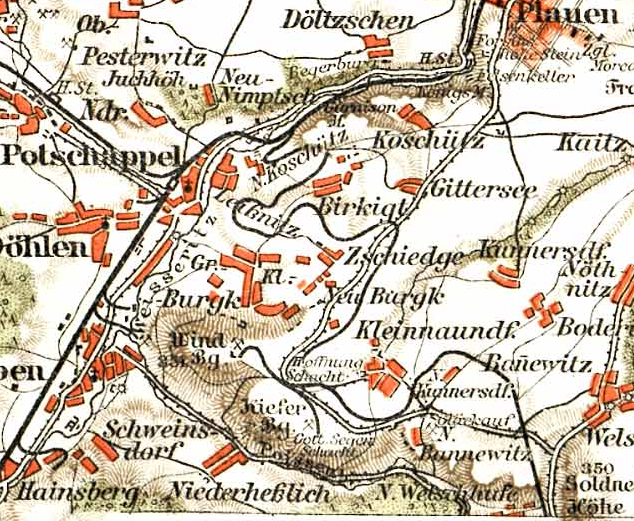
Ausschnitt aus einer Übersichtskarte von 1895 mit Windberg
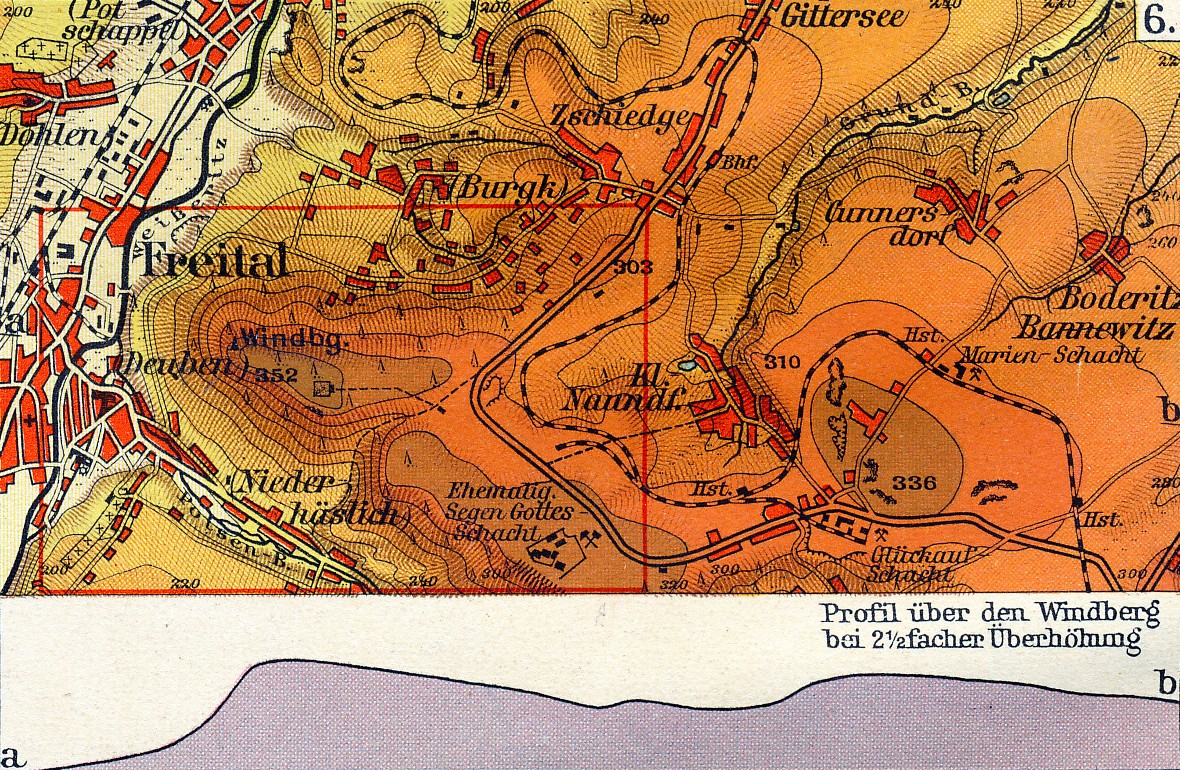
Topografische Karte des Windbergs von 1930 mit Höhenprofil
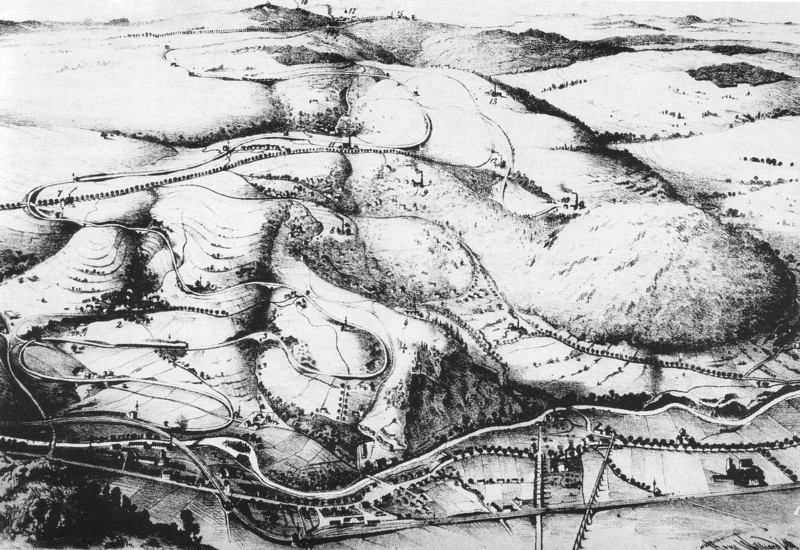
Historische Kartendarstellung der Windbergbahn mit dem Windberg im rechten Bildteil
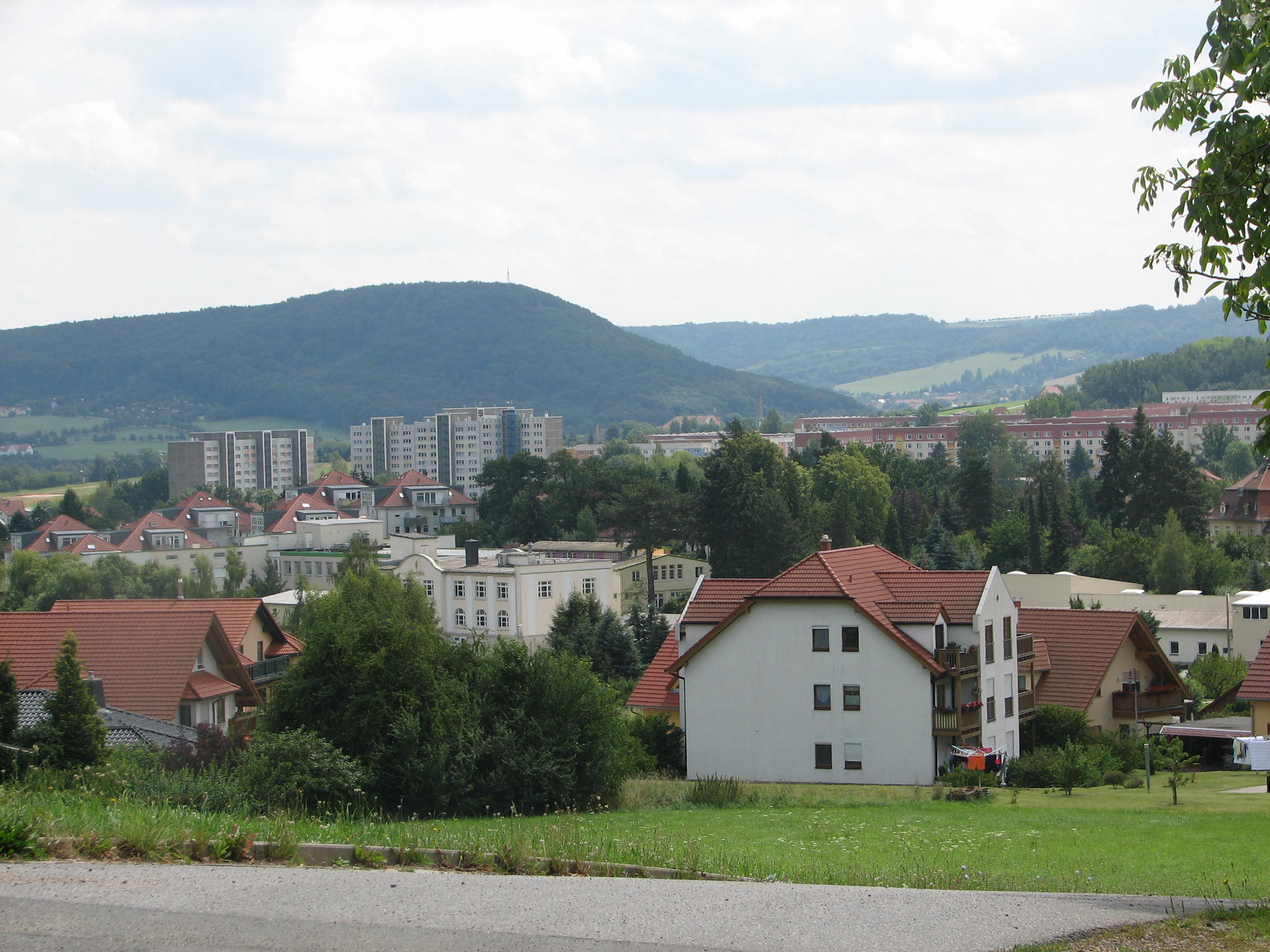
Blick von Freital-Wurgwitz auf den Windberg
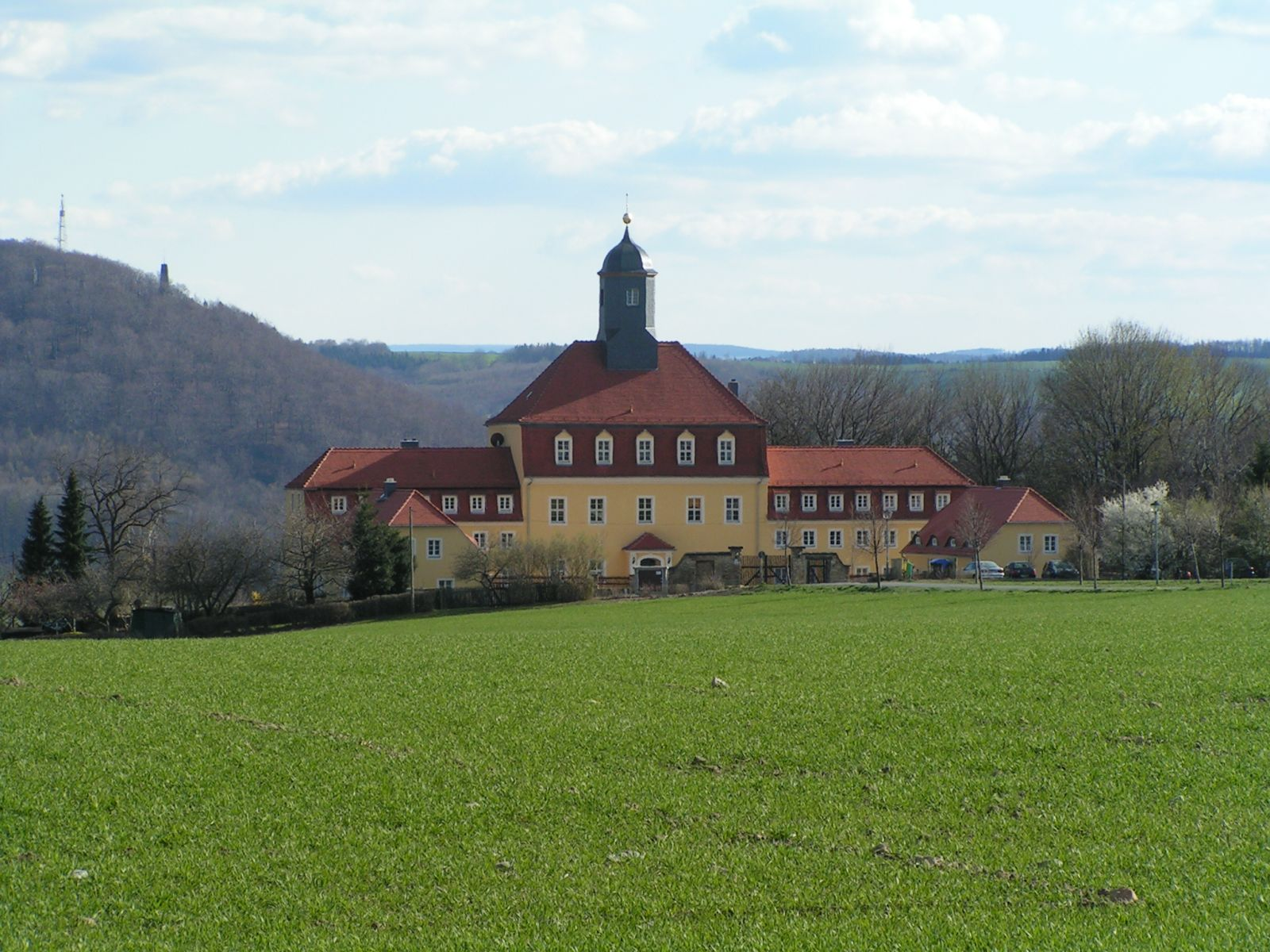
Weinbergschlösschen Jochhöh in Pesterwitz mit dem Windberg im Hintergrund
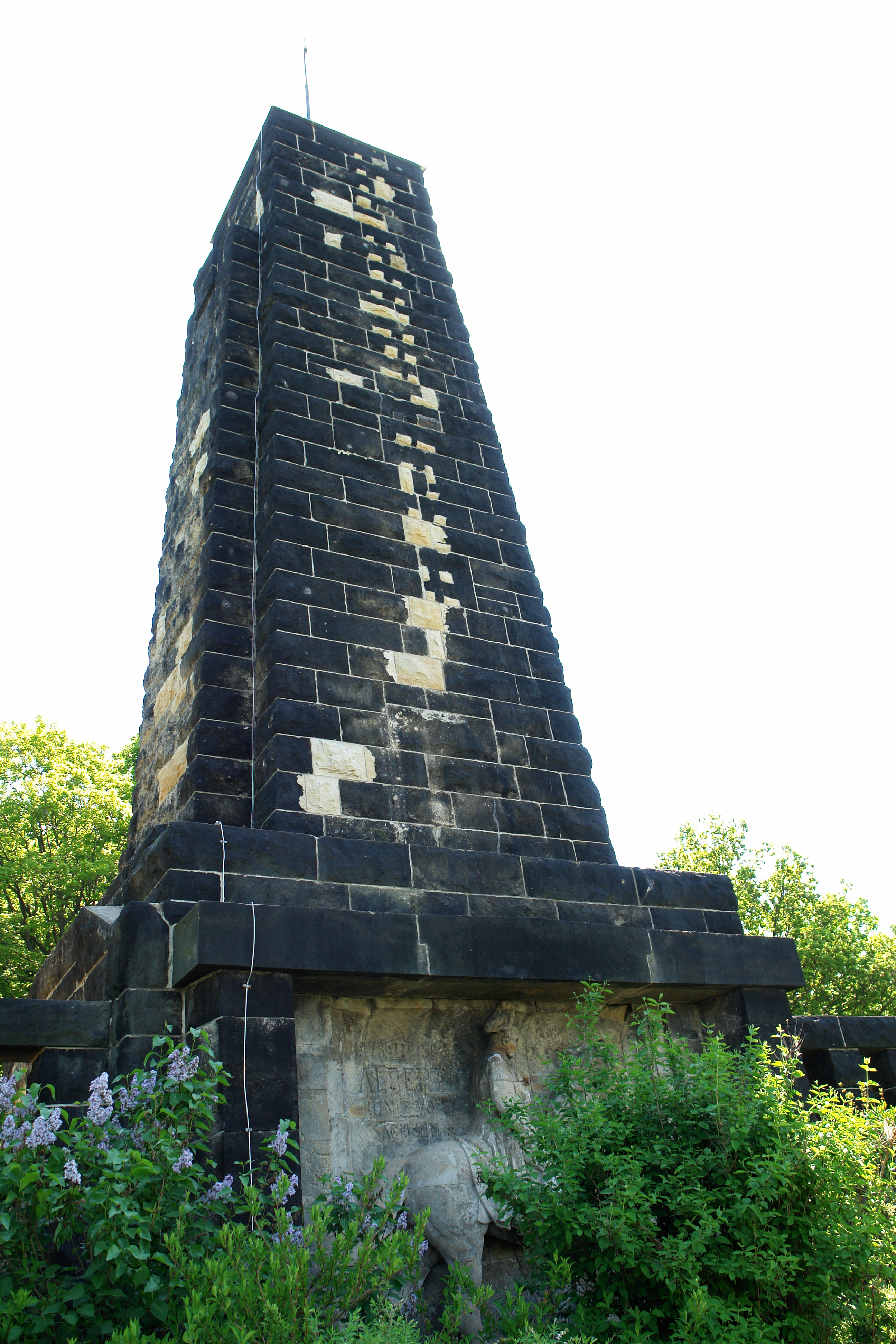
König-Albert-Denkmal (Zustand vor der Sanierung)
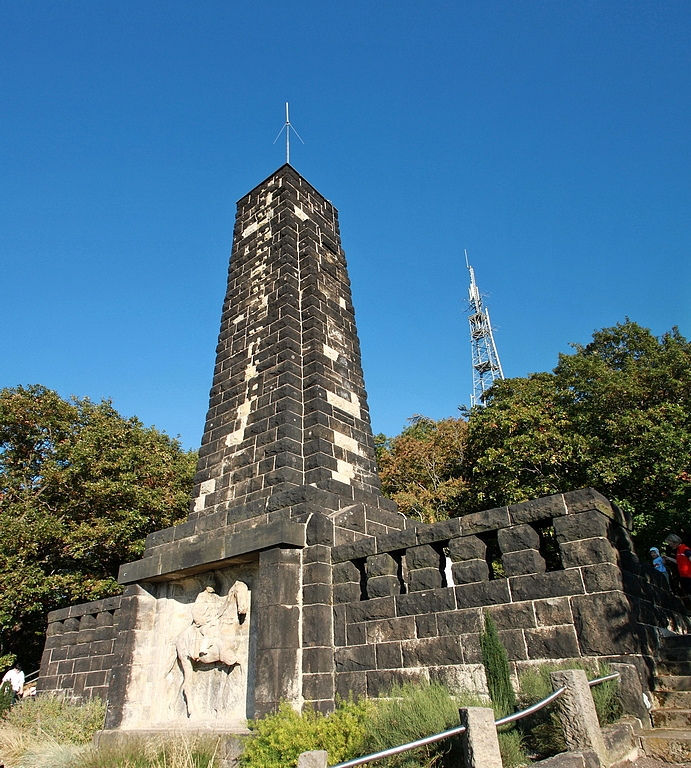
König-Albert-Denkmal nach der Sanierung (2011)